# Lovendegem
Lovendegem è un comune belga di 9 632 abitanti, situato nella provincia fiamminga delle Fiandre Orientali.